# Malansac
Malansac (tiếng Breton: Malañseg) là một xã ở tỉnh Morbihan trong vùng Bretagne tây bắc Pháp. Xã này có diện tích 36,18 km², dân số năm 1999 là 1889 người. Khu vực này có độ cao từ 6-97 mét trên mực nước biển.
Cư dân của Malansac danh xưng trong tiếng Pháp là Malansacais.